# ワルツの王様
『ワルツの王様』（1953年3月21日、劇場公開時『猫の宮廷音楽会』）はトムとジェリーの作品の一つ。アカデミー賞短編アニメ賞受賞作品。
原題は「ヨハン・マウス（Johann Mouse）」で、ヨハン・シュトラウス2世の家に住み着いたネズミを示している。『ワルツの王様』という邦題は、ヨハン・シュトラウス2世のあだ名「ワルツ王」に由来する。
日本においては2004年1月1日以降パブリックドメインである。

## 作品内容
ウィーンの音楽家ヨハン・シュトラウスの家にはある一匹のネズミが住んでいた。その名はヨハン（この話の中でのジェリーの名）。この家のご主人は毎日ピアノでワルツを弾く。ヨハンはそのワルツに乗って踊るのが大好きであった。
しかし、ヨハンが踊るところを狙うネコのトムがこの家にいた。いつもヨハンを狙うのに失敗していたが、トムは諦めなかった。なぜならご主人が毎日ピアノを弾くため、それにつられてヨハンが踊りだすのを待てばよいからだ。それでもトムは毎日ヨハンを狙うのに失敗していた。
そんなある日、ご主人が長期の演奏旅行に出かけてしまい、それにトムは大変困り果てた。ピアノを弾く人が誰もいなければ、ヨハンは踊りださないからだ。しかしトムは、ピアノの前で「How To Play The Walts In Six Easy Lessons by Johann Strauss」（あなたも6つの簡単なレッスンでワルツが弾ける　ヨハン・シュトラウス著）と書かれた楽譜を見つける。「自分にだって、練習すればワルツが弾けるかもしれない！」。そう考えたトムは、さっそく練習に励む。
そうしてトムは、いつもご主人が演奏しているピアノを弾いてみた。するといつものようにヨハンはワルツに乗って踊りだした。かわいそうな事に、ヨハンはピアノを弾いている主がトムと解っていてもつい反応して踊ってしまうほど、音楽の虜になってしまっていたのだ。
しかしその時、トムの弾くピアノを聞きつけた屋敷の使用人たちが、「ご主人さまはいないのに誰が弾いているんだ？」と不思議に思い、部屋を覗きに来ていた。ネコがピアノを弾きネズミが踊る光景を見た彼らは、演奏が終わると拍手喝采。メイドの一人が肉屋の小僧にそのことを話し、肉屋の小僧は広場の群集にそれを話した。噂はたちまち町中に広がり、お城の衛兵にも届く。衛兵は王様にもその事を伝えた。「ネコがワルツを弾くんだって？ネズミがワルツを踊るんだって？」。王様はその話をにわかには信じられず、トムとヨハンをお城に招待し、演奏させるよう命令する。
お城に招かれた二匹。トムがピアノでワルツを奏でヨハンがそれに合わせて踊る。「ワンダフル！」「すばらしい！」と周りの人は惚れ惚れしていた。 しかし、演奏が終わるとトムとヨハンは再びいつもの追いかけっこを始める。ところがヨハンは城内の巣穴へあっさり逃亡。天才ピアニストネコもネズミだけはどうしても捕まえられないのだった。

## 登場キャラクター
トム
主人の奏でるピアノで巣穴から出てくる習性を持つネズミのヨハンを捕獲しようと試みるが、ことごとく逃げられ続けている。やがて主人が旅行で家を長期不在にすると、練習曲の楽譜を偶然見つけ独学でピアノ演奏を習得。自らピアノを奏でてヨハンを誘い出すうちにいつの間にか「ワルツを弾くネコ」として町中に知れ渡り、やがてヨハンと共に城へ招待されピアノを披露することとなる。演奏後はいつものようにヨハンを追いかけるも結局捕まえられず、「THE END」ページをめくった。
ヨハン（ジェリー）
ピアノの音色を聴くと巣穴から現れワルツを踊りだすが、やがて音楽に魅了されるがあまりピアノを弾くのがトムであっても無意識的に踊るようになってしまう。そしてワルツを踊る姿が口コミで周囲に伝わり、トム共々城へ招待されてワルツを披露し観客の拍手喝采を浴びた。演奏後はいつものようにトムに追われるが、巧みにかわして自身の巣穴へ戻った。作品最後には巣穴から出てきてお辞儀している。
主人（ヨハン・シュトラウス2世）
ピアノを毎日弾いていたが、旅行で長期間家を留守にした。
屋敷の使用人たち
主人不在にもかかわらずトムがピアノで主人の演奏曲を奏で、ヨハンがそれに合わせてワルツを踊っている姿を見て感動。この事実を町中に口コミで広めた。
肉屋の小僧・広場の兵・王様（オーストリア皇帝）
トムとヨハンによるワルツの噂を口コミで町中に広め、やがてその旨を聞いた王様はトムとヨハンを城へ招待する。

## 備考
この作品は初めてトムの眉間の白い毛が描写されなかった作品である。ハンナ＝バーベラ期の作品では、同年公開の『インディアンごっこ』以降このデザインのトムが用いられるようになった。
本作品はサブタイトルより先にスタッフクレジットを表示する。（サブタイトルは本の表紙に表示。）
作品の最後では、トムがヨハンを捕まえるのに失敗し、巣穴からヨハンが一礼した後に、トムが自身達の描かれたページをめくり、「The End」の文字が記されたページに移るという本作特有の演出がある。

## スタッフ
- 監督 - ウィリアム・ハンナ、ジョセフ・バーベラ
- 製作 - フレッド・クインビー
- 共同製作 - ウィリアム・ハンナ（クレジット無し）
- 脚本 - ウィリアム・ハンナ、ジョセフ・バーベラ（全員クレジット無し）
- 原画 - ケネス・ミューズ、エド・バージ、レイ・パターソン、アーヴン・スペンス
- レイアウト - リチャード・ビッケンバック（クレジット無し）
- 背景 - ロバート・ジェントル
- 撮影 - ジャック・スティーヴンス（クレジット無し）
- 編集・サウンドエディター - ジム・フェアーズ（クレジット無し）
- 音楽監督 - スコット・ブラッドリー
- 彩色プロセス - テクニカラー
- 録音プロセス - ウェスタン・エレクトリック
- 制作 - メトロ・ゴールドウィン・メイヤー・カートゥーン・スタジオ（英語版）
- 配給 - メトロ・ゴールドウィン・メイヤー、ロウズ・シアター

## 挿入曲
- 皇帝円舞曲 - 冒頭でヨハン・シュトラウスが演奏する曲
- 美しく青きドナウ - トムが最初にヨハン・シュトラウス著の楽譜で練習する曲
- トリッチ・トラッチ・ポルカ - 王様から城に招待された時に演奏された曲
- ウィーン気質 - 最初にヨハンが、カーテンの紐と踊るときに演奏する曲
- 常動曲 - 召使いなどにほめられたあと演奏する曲